# Комлева (Свердловская область)
Комлева — деревня в Байкаловском районе Свердловской области. Входит в состав Байкаловского сельского поселения. Управляется Комлевской сельской администрацией.

## География
Деревня Комлева расположена в 10 километрах к юго-востоку от села Байкалова, в лесной местности на левом берегу реки Елинки, в устье реки Козловки.

### Часовой пояс
Комлева, как и вся Свердловская область, находится в часовой зоне МСК+2. Смещение применяемого времени относительно UTC составляет +5:00.

## Население
| 2002 | 2010 | 2021 |
| ---- | ---- | ---- |
| 139  | ↘71  | ↘56  |

## Инфраструктура
В деревне Комлевой три улицы: Ленина, Советская и Февральская.